# Amt Bolanden
Das Amt Bolanden war ein Verwaltungs- und Gerichtsbezirk in der Nordpfalz am Donnersberg.

## Geographie
Zu dem Amt gehörten folgende Ortschaften: 
Bolanden (mit Burg Neubolanden und dem Kloster Hane), Dreisen (mit dem Münsterhof), Marnheim, Elbisheimerhof, Hahnweilerhof, Standenbühl und Weitersweiler (zu 1/3 = der südlich gelegene Teil des Dorfes)

## Geschichte
Ursprünglich von den Herren von Bolanden einem örtlichen Adelsgeschlecht beherrscht, erwarb die Kurpfalz zwischen 1376 und 1380 Bolanden, Dreisen und Marnheim von den Bolandern. 1410 bei der Pfälzischen Landesteilung fiel das Amt an Pfalz-Simmern.
2/3 von Weitersweiler (den nördlichen Teil) verlehnte Pfalz-Simmern darauf an die Freiherren Wambold von Umstadt.
Nach der Auflösung des Klosters Münsterdreisen gehörte auch Standenbühl der Kurpfalz und somit dem Amte Bolanden an. Ab 1611 hatte Pfalz-Simmern die Rechte an Standenbühl, bis diese wieder 1674 an die Kurpfalz zurückfielen.
Standenbühl wurde vor 1706 dem Amt Bolanden ausgegliedert und dem kurpfälzischen Oberamt Alzey angeschlossen.
1706 wurden Bolanden, Dreisen, Marnheim und der südliche Anteil von Weitersweiler, sowie Kloster Hane, Bolanderhof und Weierhof gegen die „Rheindörfer“ mit Nassau-Weilburg getauscht, und der Herrschaft Kirchheim und Stauf einverleibt.

## Religion
Nach der Reformation und dem Dreißigjährigen Krieg war das Amt Bolanden durch die kurpfälzische Oberhoheit evangelisch-reformiert geprägt. Einzig Weitersweiler, durch seine Zugehörigkeit zu den katholischen Freiherren Wambold von Umstadt war im größeren Teil katholisch geblieben.
Auf dem Weierhof, einem Weiler zwischen Marnheim und Bolanden gelegen, siedelten sich nach dem Dreißigjährigen Krieg Mennoniten an.